# Кенија (планина)
Кенија је друга по висини планина у Африци након Килиманџара и највиша планина у Кенији. Највиши врхови су Батиан (5199 m), Нелион (5188 метара) и Ленана (4985 метара). Планина Кенија се налази 9 минута јужно од екватора и 150 km северно од Најробија.
Планина Кенија представља бивши стратовулкан и геолошки је повезана са вукланском активношћу Велике раседне долине. На њој данас постоји још 11 ледника, а богатство водним ресурсима представља значајан извор воде за Кенију.
Национални парк Кенија проглашен је 1949. године. Планина Кенија је добила статус резервата биосфере 1978. године, а 1997. године је уписана на листу Светске баштине.
У подручју планине Кенија живе четири аутохтоне етничке групе: Кикују, Меру, Ембу и Масаи. За сваку од ових етничких група планина Кенија има посебан културолошки значај.

## Геологија
Планина заправо представља стратовулкан који је био активан у плио-плеистоцену. Оригинални кратер био је вероватно преко 6.000 метара висине, већи од Килиманџара. Вулкан се угасио након два велика периода глацијације, која су приказана као два главна прстена испод морена глечера. Најнижа морена налази се на око 3.300 метара. Данашњи глечери су на висини већој од 4.650 м. Након проучавања морена, Грегори је изнео теорију да је у једном тренутку читав врх планине био прекривен ледом и да је то разлог еродираних врхова, како данас изгледају.
Нижи делови планине никада нису биле под ледом. Оне су данас углавном обрасле шумом. Разликују се од виших делова по стрмим падинама са речним долинама у облику слова V. На вишим деловима планине, на подручју где је сада пустош, долине су биле у облику слова U, плиће и са равнијим дном, направљене радом ледника.
Када је планина била вулкан дошло је до неких сателитских активности. На североисточној страни планине има доста старих вулканских чепова и купа. Највећи од њих, Итангуни, имао је чак и своју ледену капу када је врх планине био прекривен ледом. То се може видети по његовом углађеном врху. Округла брда са стрмим странама су такође честа појава у овој области, која су вероватно била додатни кратери. Међутим, како Кенија данас има прилично симетричан облик, долази се до закључка да је већина активности дошла са централног кратера.
Стене које изграђују планину су углавном базалт, порфир, фонолит, кенит и трахит. Кенит, као врсту стене, открио је Грегори 1900. године у својој студији о планини Кенија.
Геологију планине Кеније први је Џозеф Томсон приказао Западној Заједници 1883. године. Он је видео планину са оближњег платоа у Лајкипији и написао да је то изумрли вулкан са чепом на врху. Међутим, пошто је он видео само планину из даљине, његов опис није добро прихваћен у Европи, нарочито после 1887. године, када су Самјуел Телеки и Лудвиг фон Хонел отишли на планину и описали њен врх као кратер. Године 1893. Грегоријева експедиција стигла је до глечера Левис на 5.000 метара висине. Он је потврдио да је вулкан изумро и да су глечери били присутни. Прво темељно истраживање од стране Европљана није предузето све до 1966. године.

## Реке
Планина Кенија представља главни слив за две највеће реке у Кенији - Тану, која је највећа река Кеније, и Евасо Нгисо. Екосистем планине директно обезбеђује воду за преко 2 милиона становника. Реке на планини назване су по селима на обронцима планине у чијој близини протичу. Река Тучи представља границу између округа Меру и Ембу. Планина представља главни извор воде за реку Тану, која је 1988. године снабдевала струјом 80 & Кеније уз помоћ својих седам хидроелектрана.
Густина токова је веома висока, посебно на нижим падинама планине који нису по ледом. Ледена капа која је постојала током плиоцена еродирала је долине у облику слова U тако да те долине имају само један велики ток. Милионима година реке са уским долинама у облику слова V еродирале су планину тако да данас она има правилни штитасти облик. Постепени прелазак из глацијалне у алувијалну долину код река може се врло лепо уочити.
Реке које извиру на планини представљају притоке двема највећим кенијским рекама - Тани и реци Евасо Нгиро. Такође, доста река се улива у Сагану, која и сама представља притоку Тане и у њу се улива код резервоара Масинга. Реке у северном делу планине, као што су Бургурет, Нару Мору, Нанјуки, Лики и Сиримон уливају се у Евасо Нгиро. Реке на југозападу, као што су Керинга и Најроби уливају се у Сагану, а потом, преко Сагане, у Тану. Остале реке на југу и истоку, као што су Мутонга, Нити, Тучи и Нјаминди, теку директно у Тану.

## Природна историја

### Флора
Фонд флоре Кеније зависи од висине, аспекта и изложености сунчевом зрачењу. Са повећањем висине, биљке се морају прилагођавати, адаптирати јаком сунцу и УВ зрачењу, нижим средњим температурама и ноћним температурама које иду испод нуле. Биљке афро-алпске зоне превазишле су ове проблеме на различите начине. Једна од адаптација је џиновски раст, за шта су примери џиновска розета сенеција, лобелија и чичак, који користе листове пупољка да би спречили смрзавање пупољака. Џиновска розета сенеција формира различите стадијуме у различитим добима и тако одржава структуру генерације деценијама.
Многе врсте биљака афро-алпске зоне представљају џиновску верзију својих сродника из равница. Међутим, како се иде ближе снежној зони, биљке поново постају нормалне величине.

### Фауна
Већина животиња живи у нижим деловима планине јер је ту клима мање оштра и има више вегетације. Овај простор настањују разне врсте мајмуна, неколико врста антилопа, дамани и неколико врста већих животиња, као што су слонови и бизони. Све ове врста живе у шумама планине. Од предатора овде има хијена и леопарда, а повремено и лавова.
Постоје и мањи сисари који се могу наћи на великим висинама планине. Дамани и антилопа врсте Sylvicapra grimmia могу да живе на великим висинама и они представљају важан део тог екосистема. Неки мањи сисари, попут неких врста пацова могу такође на живе овде тако што се укопавају у џиновске сецесије, користећи њихову дебелу мртву стабљику као изолацију. Кенијска кртица и Tachyoryctes rex јављају се на врло великим надморским висинама и живе у хумкама. Леопарди су настањени у алпској зони.

Други сисари су само повремени посетиоци. Остаци слонова, мајмуна и бонго антилопе били су пронађени високо у алпској зони, и друга виђења запамћена су у именима као што су Симба Тарн (симба на свахилију представља име за лава).
Неколико врста птица живи у афро-алпској зони, укључујући медосасе, разне врсте из породице врабаца, чворке и птице грабљивице, попут жутоглавог брадаша и вероовог орла. Птице играју важну улогу у екосистему, и то као опрашивачи.